# Фер Оукс (Џорџија)
Фер Оукс (енгл. Fair Oaks) насељено је место без административног статуса у америчкој савезној држави Џорџија.

## Демографија
По попису из 2010. године број становника је 8.225, што је 218 (-2,6%) становника мање него 2000. године.
| Група             | 2000.         | 2010.         |
| Белци             | 3.163 (37,5%) | 1.954 (23,8%) |
| Афроамериканци    | 2.012 (23,8%) | 1.814 (22,1%) |
| Азијати           | 83 (1,0%)     | 49 (0,6%)     |
| Хиспаноамериканци | 3.085 (36,5%) | 4.333 (52,7%) |
| Укупно            | 8.443         | 8.225         |